# مقیاس فوجیتا
| مقیاس | سرعت                    | آسیب       |
| ----- | ----------------------- | ---------- |
| F0    | کمتر از ۷۳ مایل بر ساعت | اندک       |
| F1    | ۱۱۲–۷۳ مایل بر ساعت     | متوسط      |
| F2    | ۱۵۷–۱۱۳ مایل بر ساعت    | قابل‌ملاحظه |
| F3    | ۲۰۶–۱۵۸ مایل بر ساعت    | شدید       |
| F4    | ۲۶۰–۲۰۷ مایل بر ساعت    | ویرانگر    |
| F5    | ۳۱۸–۲۶۱ مایل بر ساعت    | باورنکردنی |

مقیاس فوجیتا (انگلیسی: Fujita scale) که مقیاس فوجیتا–پیرسون (Fujita–Pearson scale) نیز نامیده می‌شود، مقیاسی برای اندازه‌گیری شدت پیچند است. این مقیاس اساساً بر اساس آسیبی است که پیچندها به سازه‌های ساخته‌شده توسط انسان و پوشش گیاهی وارد می‌کنند. دسته‌بندی رسمی مقیاس فوجیتو توسط هواشناسان و مهندسان عمران پس از بررسی زمینی یا هوایی خسارت یا هر دو انجام می‌شود و بسته به شرایط، الگوهای چرخش زمین (علایم چرخ‌زاد)، داده‌های رادار هواشناسی، شهادت شاهدان، گزارش‌های رسانه ای و تصاویر آسیب، و نیز تصویرسنجی یا ویدئوسنجی درصورت موجود بودن تصاویر متحرک انجام می‌شود. مقیاس فوجیتا در ایالات متحده آمریکا از فوریه ۲۰۰۷ با مقیاس بهبودیافته فوجیتا (EF-Scale) جایگزین شده است. کانادا نیز مقیاس EF را به جای مقیاس فوجیتا همراه با ۳۱ «شاخص آسیب خاص» که توسط اداره محیط زیست و تغییر اقلیم کانادا در دسته‌بندی استفاده شده، پذیرفته است.